# هيساو كامي
هيساو كامي (上 久 雄) ولد في 28 يونيو 1941 في اليابان هو لاعب كرة قدم ياباني السابق ومدير فني. وكان جزء من الفريق الوطني الياباني للعام 1964 في دورة الألعاب الاولمبية الصيفية في طوكيو.

## روابط خارجية
1. ↑  "Hisao Kami Biography and Statistics". Sports Reference. مؤرشف من الأصل في 2017-06-13. اطلع عليه بتاريخ 2009-06-16.

- هيساو كامي على موقع الاتحاد الدولي (مؤرشف)  (الإنجليزية)
- هيساو كامي على موقع ناشيونال فوتبول تيمز (الإنجليزية)
- هيساو كامي على موقع عالم كرة القدم.نت (الإنجليزية)
- هيساو كامي على موقع أوليمبيديا (الإنجليزية)